# Lasioglossum yamanei
Lasioglossum yamanei är en biart som beskrevs av Murao, Ebmer och Osamu Tadauchi 2006. Lasioglossum yamanei ingår i släktet smalbin, och familjen vägbin. Inga underarter finns listade i Catalogue of Life.